# 南関町立南関第一小学校

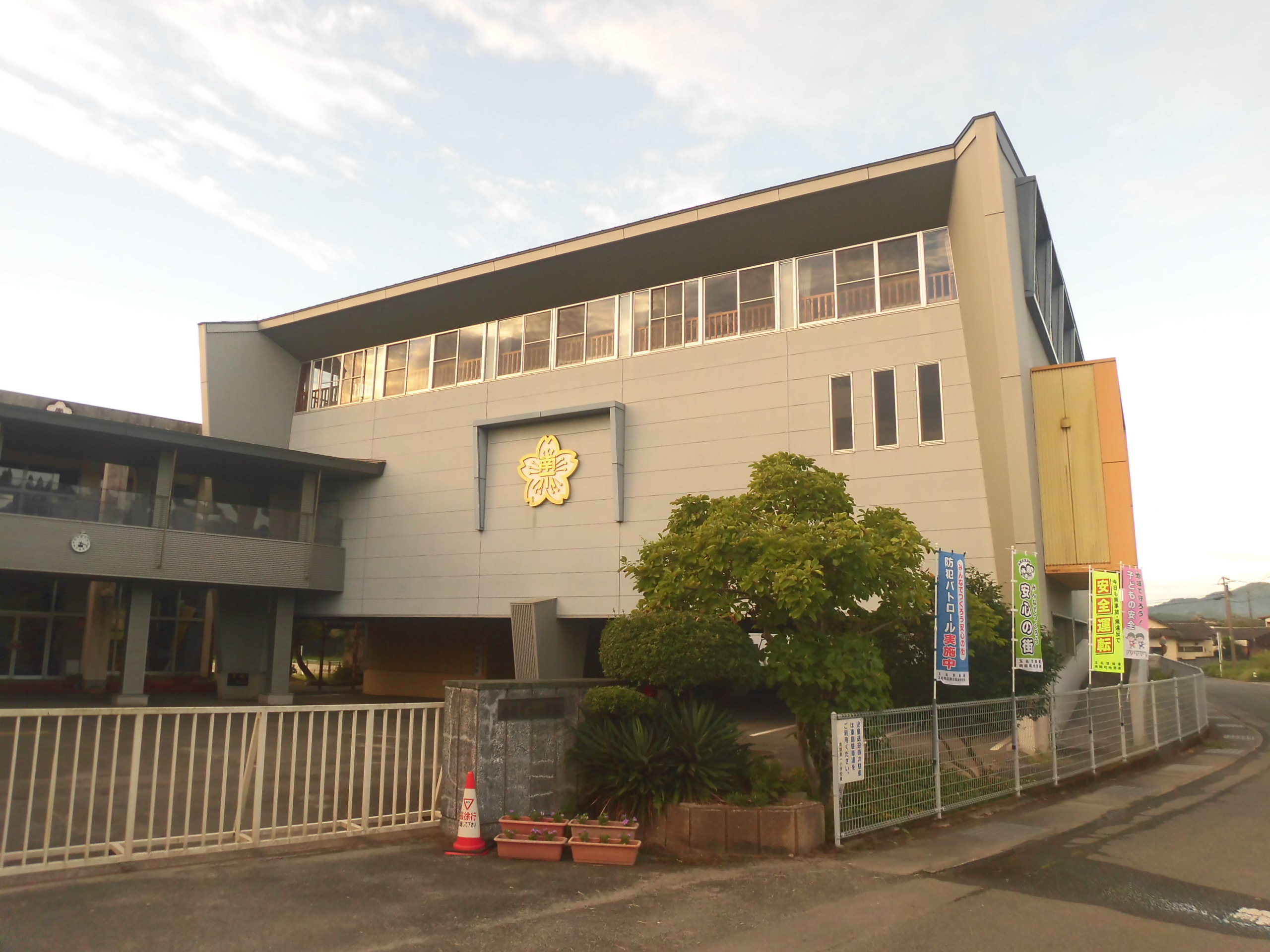
体育館

南関町立南関第一小学校（なんかんちょうりつ なんかんだいいちしょうがっこう）は、熊本県玉名郡南関町大字関町にある公立の小学校。

## 概要
歴史
1873年（明治6年）創立。現校名となったのは1955年（昭和30年）。2023年（令和5年）に創立150周年を迎えた。
校訓
「やさしく、かしこく、たくましく」
学校教育目標
「ふるさとを愛し、難関突破をめざす児童の育成」
校章
桜の花弁を背景にして、中央に校名の略称である「南小」の文字（縦書き）を配している。
校歌
1937年（昭和12年）制定。作詞は北原白秋、作曲は山田耕筰による。歌詞中に校名の「南関小学」が登場する。
シンボルツリー
ムクノキ（樹齢700年）
通学区域
南関町のうち「大字関町、関東、関外目、関村、関下、細永の一部（松尾・乙丸区）、豊永の一部（松尾区四ツ山）」。中学校区は南関町立南関中学校。

## 沿革
- 1873年（明治6年）9月 - 「育英堂」が創立。
- 1877年（明治10年）- 「南関小学校」に改称。
- 1878年（明治11年）8月 - 「関東小学校」が創立。
- 1879年（明治12年）6月 - 「関外目小学校」が創立。
- 1887年（明治20年）- 小学校令施行により、尋常科（4年制）を設置の上「尋常南関小学校」となる。関東校・関外目校の2校を簡易教場とする。
- 1889年（明治22年）4月1日 - 町村制施行により、玉名郡1町（関）および5村（関下、関、関外目、関東、細永（一部））が合併し、「南関町」が発足。
- 1892年（明治25年）4月 - 「南関尋常小学校」、「関東尋常小学校」、「関外目尋常小学校」の3校に分離。
- 1901年（明治34年） - 上記3校が合併の上、「南関尋常小学校」となる。
- 1902年（明治35年）3月 - 新校舎が完成。
- 1908年（明治41年）4月 - 改正小学校令により、尋常科（義務教育年限）が4年制から6年制に改められる。尋常科5年を新設。
- 1909年（明治42年）4月 - 尋常科6年を新設。この年校舎を増築。
- 1914年（大正3年）- 運動場を拡張。
- 1916年（大正5年） - 高等科（2年制）を併置の上、「南関尋常高等小学校」（尋常科6年・高等科2年）に改称。
- 1921年（大正10年）- 校舎1棟を増築。
- 1924年（大正13年）- 南関実業公民学校が併設される。
- 1927年（昭和2年）- 木造2階建て校舎を新築。
- 1933年（昭和8年）- 南関青年訓練所が併置される。
- 1935年（昭和10年）- 青年学校令施行により、実業公民学校と青年訓練所が統合の上、「南関青年学校」となる。
- 1937年（昭和12年）4月 - 校歌を制定。
- 1941年（昭和16年）4月1日 - 国民学校令施行により、「玉名郡南関町南関国民学校」に改称。尋常科を初等科に改める。
- 1947年（昭和22年）4月1日 - 学制改革が行われる（六・三制の実施）。
  - 国民学校初等科は、新制小学校「南関町立南関小学校」に改組・改称。
  - 国民学校高等科は青年学校普通科とともに、新制中学校「南関町立南関中学校」に改組・改称。
- 1950年（昭和25年）- 中学校の独立校舎が完成し、小学校との併設を解消。
- 1955年（昭和30年）4月1日 - 4村が南関町と合併したことにより、「南関町立南関第一小学校」（現校名）に改称。
- 1956年（昭和31年）- 木造2階建て新校舎2棟が完成。
- 1962年（昭和37年）- プールが完成。
- 1981年（昭和56年）- 新校舎が完成。
- 2002年（平成14年）3月 - 体育館が完成。
- 2008年（平成20年）4月 - 特別支援学級を設置。
- 2009年（平成21年）4月1日 - 2学期制を導入[1]。
- 2013年（平成25年）- 北校舎の耐震工事が完了。
- 2014年（平成26年）- プールを改修。
- 2015年（平成27年）- 放課後こども教室を開講。

## 交通アクセス
最寄りのバス停留所
- 九州産交バス「南関上町」停留所

最寄りの幹線道路
- 熊本県道・福岡県道10号南関大牟田北線
- 熊本県道29号荒尾南関線
- 国道443号
- 九州自動車道（高速道路）「南関IC」

## 周辺
- 南関町役場（旧・熊本県立南関高等学校（2017年（平成29年）閉校）校舎を改築の上、2022年（令和4年）1月に開庁）
- 南関町役場健康ふれあい広場
- 玉名警察署 南関交番
- 有明広域行政事務組合消防本部 荒尾消防署 南関分署
- こども発達支援センター どーなつ
- JAたまな 南関総合支所
- 肥後銀行南関支店・役場派出所
- 南関郵便局